# Sint-Pieterskapel (Retie)

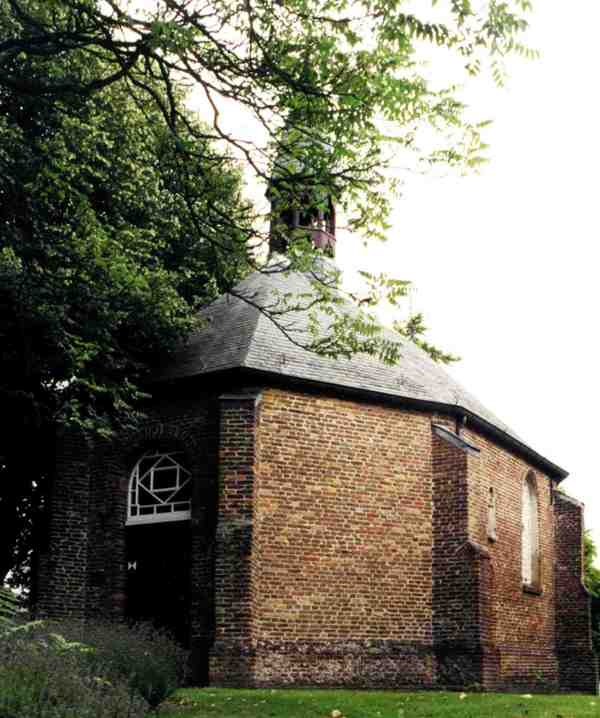
Sint-Pieterskapel

De Sint-Pieterskapel is een kapel in de Antwerpse plaats Retie, gelegen aan de Sint-Pieterstraat.

## Geschiedenis
Over de stichtingsdatum van de kapel is niet veel bekend, sommigen menen dat deze terug gaat tot 800, toen de Abdij van Corbie parochies stichtte die aan Sint-Petrus waren gewijd. In 1315 werd de kapel voor het eerst genoemd. Er was toen een conflict tussen de abdij en de heer van Retie, Hendrik IV Berthout. Mogelijk fungeerde de kapel toen als hofkerk. De kapel had nog lang een zelfstandige status.
In 1650 werd de kapel hersteld en verfraaid. Van 1798-1802 was de kapel gesloten. In 1806 kwam de kapel aan de Sint-Martinusparochie. Het was toen een vrij groot kerkje dat 25 meter lang was. In 1889 werd de kapel getroffen door brand.
Enkel het koor bleef bewaard, en dit werd opgenomen in een nieuw gebouw met een langgerekte achthoekige plattegrond. In 1892 werd de klokkentoren geplaatst. In 1944 werd de kapel beschadigd door een granaatinslag.

## Gebouw
Het langwerpige bakstenen gebouw is aan beide zijden driezijdig afgesloten. Midden op het dak bevindt zich een klokkentorentje. In de zuidgevel is een nis met daarin een beeld van Sint-Petrus.